# Cryptocanthon andersoni
Cryptocanthon andersoni är en skalbaggsart som beskrevs av Cook 2002. Cryptocanthon andersoni ingår i släktet Cryptocanthon och familjen bladhorningar. Inga underarter finns listade i Catalogue of Life.